# 크실로팀부

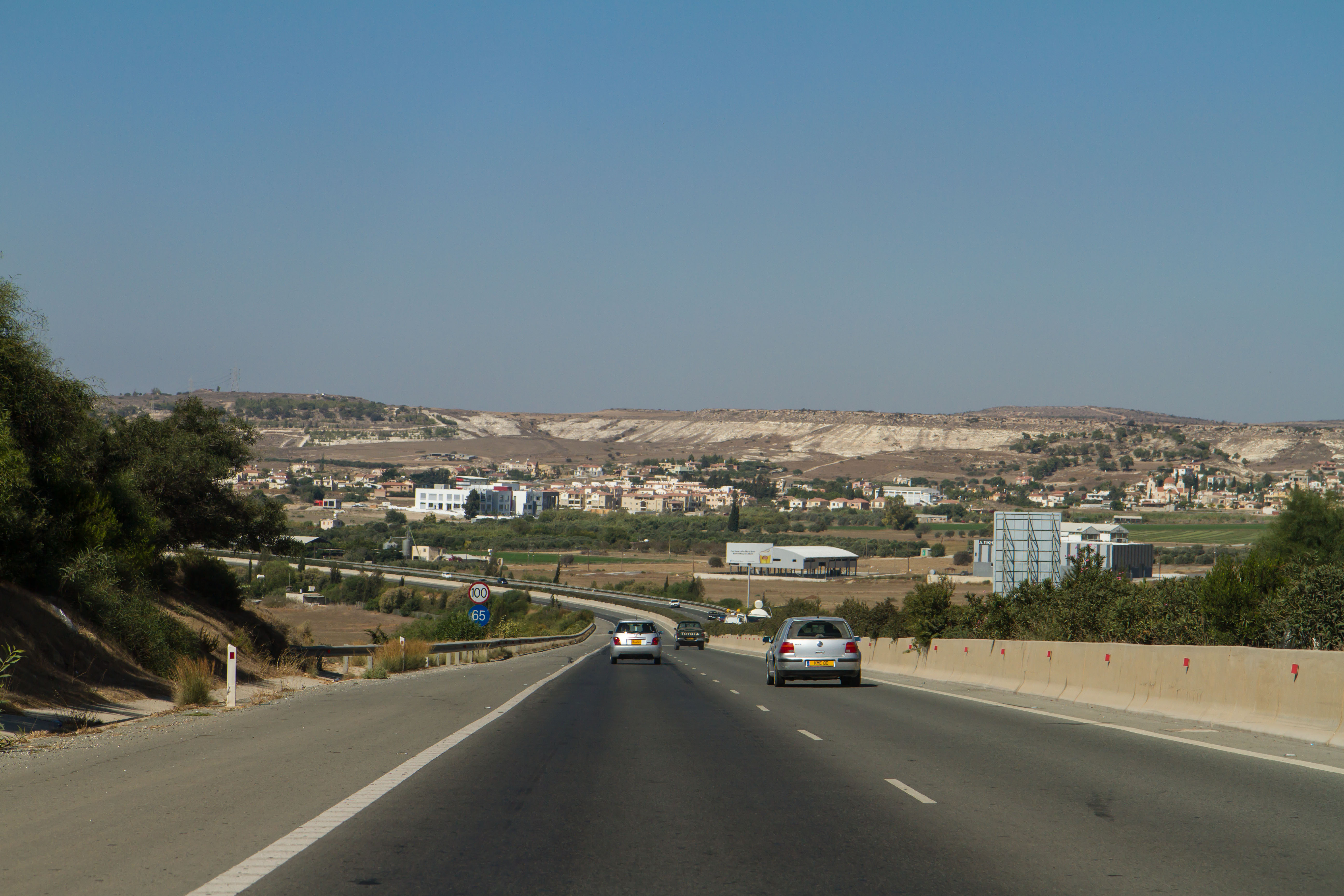

크실로팀부(그리스어: Ξυλοτύμβου)는 키프로스 남동부에 있는 행정 구역인 라르나카 구에 속하는 마을로 키프로스 영토 안에 있는 영국의 해외 영토인 아크로티리 데켈리아 안에 있는 키프로스의 월경지이다. 아크로티리 데켈리아 안에는 크실로팀부 외에 키프로스 정부가 관할하는 월경지 마을이 두 곳 더 있으며 모두 국제적으로 승인된 키프로스 정부가 지배한다.